# Robert Kozyra
Robert Tadeusz Kozyra (ur. 18 września 1968 w Koszalinie) – polski dziennikarz, menedżer, producent i krytyk muzyczny.
W latach 1995–2009 związany zawodowo z Radiem Zet jako dyrektor programowy (1995–2009), redaktor naczelny (1999–2009) i prezes (2000–2009). Zastępca dyrektora generalnego Eurozet w latach 2007–2009. P.o. dyrektora generalnego Radiostacji. Założyciel Chilli Zet.

## Życiorys
Jest absolwentem polonistyki na UAM w Poznaniu. Pracę dziennikarza zaczął w 1991 jako reporter Radia „S” w Poznaniu. W kolejnych latach był związany z kolejnymi poznańskimi rozgłośniami: w lipcu 1992 został redaktorem naczelnym Radia Zet, a w latach 1992–1994 był także redaktorem naczelnym radia RMI FM. W 1994 został dyrektorem informacji w TVP Poznań, a od listopada 1994 do maja 1995 pełnił funkcję dyrektora programowego Radia Plus w Gdańsku.
W czerwcu 1995 dołączył do redakcji Radia Zet, którego kolejno dyrektorem programowym, redaktorem naczelnym i prezesem do października 2009. Jest autorem kilkupłytowej składanki pt. Radio Zet Platinum, które uzyskały status złotej płyty, oraz serii płyt Chilli Zet Nastaw się na chillout. W 1999 podpisał kontrakt z telewizją CNN, na mocy którego radio stało się wyłącznym partnerem radiowym CNN w Polsce.
W latach 2006–2009 był jurorem na Sopot Festival. W latach 2011–2012 był jednym w jurorów w programie rozrywkowym TVN Mam talent!, a za występy w talent show zdobył Telekamerę w kategorii juror w 2012 i 2013.
W 2003 otrzymał Czerwoną Kokardkę.
Zagrał gościnnie w pierwszej serii serialu Hotel 52 oraz trzeciej, czwartej i siódmej serii serialu Czas honoru, w których wcielił się w postać historyczną – gubernatora Warszawy Ludwiga Fischera.
Był współproducentem piosenek: „Nie kłam, że kochasz mnie” Eweliny Flinty i Łukasza Zagrobelnego, „To nie tak jak myślisz” Edyty Górniak, „Wierność jest nudna” Natalii Kukulskiej i „Tylko mnie nie strasz” Patrycji Markowskiej oraz tytułowych piosenek do seriali Na dobre i na złe i Wszystko przed nami.

## Odznaczenia
- Srebrny Krzyż Zasługi – 2013[16][17]